# Santiago Petschen Verdaguer
Santiago Petschen Verdaguer (nascut a Tolosa, País Basc, però originari per família d'Elx i del Cantó de Graubünden (Grissons) és un politòleg i professor universitari basc. Doctorat en Ciències Polítiques i llicenciat en filosofia, actualment catedràtic de Relacions Internacionals a la Universitat Complutense de Madrid.
Entre altres càrrecs, ha estat membre fundador de la Societat catalana de Conflictologia, membre del grup "ad hoc" de l'Assemblea de les Regions d'Europa (A.R.E), que redactà el text de la Declaració Europea del Regionalisme a Basilea el 1996, expresident de la Delegació a Madrid de la Real Sociedad Bascongada de los Amigos del País i membre fundador de l'Asociación Española de Ciencias de las Religiones.
Membre de la Oficina per les Institucions Democràtiques i Drets Humans de la OSCE (Varsòvia) (!996-1999)
Membre du Conseil de la Fondation Jean Monnet pour l'Europe. Lausanne (Suissa)
És un destacat estudiós de les forces religioses a la societat internacional, així com de les minories nacionals, la Unió Europea i les regions.

## Obres
- Iglesia-Estado. Un cambio político. Las Constituyentes de 1869. (1975)
- Las Minorías lingüísticas de Europa occidental Vols I y II (1492-1989) (1989)
- L'Europe des Régions (1993)
- Europa, Iglesia y Patrimonio cultural (1996)
- El papel de la regiones en Europa (2003)
- Tratados internacionales (1996-2003) de la Santa Sede con los Estados: Concordatos Vigentes (2003)
- La Constitución Europea. Una visión desde la perspectiva del poder (2005)
- El Arte de dar clases. Experiencias de los autores de libros de memorias (2013)
- Hablar en público. Habilidades oratorias (2018)